# 마니반도

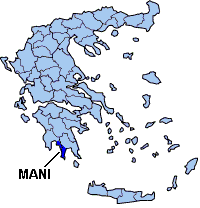
그리스에서 마니반도의 위치.

마니의 기(17세기~1821년)

마니반도(그리스어: Μάνη) 혹은 마이나(Maina 또는 Maïna)는 그리스의 한 지방이다. 마니반도는 그리스 남부 펠로폰네소스반도에서 남쪽으로 뻗은 세 반도 가운데 가운데이다. 동쪽은 라코니아만이고, 서쪽은 메시니아만이다. 마니반도는 펠로폰네소스반도의 서쪽 등뼈를 이루는 타이예토스산맥의 연장이다.

## 같이 보기
- 그리스 독립 전쟁